# Cornelis Edzard Warmold Nering Bögel

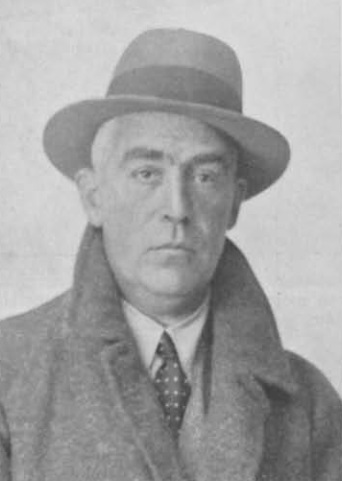
C.E.W. Nering Bögel

Cornelis Edzard Warmold Nering Bögel (Deventer, 13 april 1887 – Den Haag, 30 januari 1964) was een Nederlands politicus. 
Hij werd geboren als zoon van Joan Louwrens Nering Bögel (1856-1926; fabrikant) en Johanna Geertruida Juliana barones van der Feltz (1855-1944). Hij was volontair bij de gemeentesecretarie van Diepenveen en Wassenaar. Eind 1916 werd Nering Bögel benoemd tot burgemeester van de gemeenten Stad en Ambt Ommen. Toen die gemeenten in 1923 fuseerden tot de gemeente Ommen bleef hij daar de burgemeester. Tijdens de Tweede Wereldoorlog bleef hij aan maar na de bevrijding in 1945 was hij ruim een half jaar geschorst waarna hij kon aanblijven als burgemeester. Hij zou die functie blijven vervullen tot zijn pensionering in 1952 en overleed in 1964 op 76-jarige leeftijd. 
Zijn opa Jacobus baron van der Feltz en zijn schoonvader Robert baron van Zuylen van Nijevelt waren eveneens burgemeester. 